# Vera Forsberg
Vera Forsberg (* 24. August 1919 in Schweden; † 3. Mai 2010) war eine schwedische Schriftstellerin. Sie war besonders bekannt durch ihre gemeinsamen Kinderbücher mit der Fotografin Anna Riwkin.

## Leben
Zunächst brachte Forsberg im Jahr 1950 das Buch En bil kommer lastad heraus. Dieses enthält unter anderem Werke von Astrid Lindgren, Edith Unnerstad, Britt G. Hallqvist und Alf Henrikson. Astrid Lindgrens Geschichte Pippi Långstrump har julgransplundring (deutsch: Pippi plündert den Weihnachtsbaum) wurde in diesem Buch erstveröffentlicht. Später arbeitete Vera Forsberg mit Anna Riwkin-Brick zusammen, um das Buch Gennet aus Äthiopien (Gennet bor i Etiopien) für die Kinderbuchreihe Kinder unserer Erde zu erstellen. Anna Riwkin-Brick reiste 1964 nach Äthiopien, um dort Bilder für das Buch zu machen. Vera Forsberg schrieb danach eine Geschichte zu den Fotos. Das Buch erschien 1967 bei Rabén & Sjögren. Es folgte eine Veröffentlichung in Deutschland, Großbritannien, den Vereinigten Staaten und Israel. In Israel wurde das Buch 2015 erneut aufgelegt, nachdem die Buchreihe durch eine Dokumentarfilmreihe von der Regisseurin Dvorit Shargal Medienaufmerksamkeit erlangte. 1970 erschien Salima aus Kaschmir (Salima bor i Kashmir), das letzte Buch aus der Kinderbuchreihe Kinder unserer Erde. Auch dieses Buch wurde auf Deutsch, Hebräisch und Englisch übersetzt. Im selben Jahr arbeitete Forsberg noch einmal mit Anna Riwkin-Brick zusammen, um das Buch För människans skull - en bok om familjeplanering zu veröffentlichen. 1972 erschien das Buch Majstång och julgran über Weihnachtsbräuche in Schweden. Von 1972 bis 1987 arbeitete Vera Forsberg mit Arne Forsberg zusammen und veröffentlichte mit diesem drei Bücher. 1991 brachte der Verlag Bokboden ihr Buch Frun på Hyddan - pionjär på egen hand heraus.

## Schriften
- 1950: En bil kommer lastad. Herausgegeben von Vera Forsberg. (Rabén & Sjögren)
- 1967: Gennet aus Äthiopien (Gennet bor i Etiopien). Fotografien von Anna Riwkin-Brick. (Rabén & Sjögren)
- 1969:  Att rädda barn - en krönika om Rädda barnen med anledning av dess femtioåriga tillvaro. (Rädda Barnen)
- 1970: Salima aus Kaschmir (Salima bor i Kashmir). Fotografien von Anna Riwkin-Brick. (Rabén & Sjögren)
- 1970: För människans skull - en bok om familjeplanering. Fotografien von Anna Riwkin-Brick. (Rabén & Sjögren)
- 1972: Majstång och julgran. (Rabén & Sjögren)
- 1972: Men jag säger eder - Riksorganisationen Kyrkan och judendomen (RKJ) 100 år. (mit Arne Forsberg, Schalom)
- 1982: Stockholms stift 1942–1982. (mit Arne Forsberg, Stockholms stiftsbyrå)
- 1987: Jorden runt på vårt vis. (mit Arne Forsberg, Verbum, Gotab)
- 1991: Frun på Hyddan - pionjär på egen hand. (Bokboden)
- 1992: Rädda barnens Stockholmsförbund 1942–1992 - en krönika. (Rädda Barnen)